# Phantom 2040
Phantom 2040 est un jeu vidéo de plates-formes sorti en 1995 sur Mega Drive, Game Gear et Super Nintendo. Le jeu a été développé et édité par Viacom New Media.
Il est basé sur la sérié télévisée d'animation Fantôme 2040.